# گل‌عنکبوتی اکلیلی
گل‌عنکبوتی اکلیلی (نام علمی: Grevillea rosmarinifolia) نام یک گونه از سرده گل‌عنکبوتی است.